# Калугерово (Хасковська область)
Калу́герово (болг. Калугерово) — село в Хасковській області Болгарії. Входить до складу общини Симеоновград.

## Населення
За даними перепису населення 2011 року у селі проживали 300 осіб.
Національний склад населення села:
| Національність   | Кількість осіб | Відсоток |
| ---------------- | -------------- | -------- |
| болгари          | 261            | 97,0%    |
| цигани           | 8              | 3,0%     |
| турки            | 0              | 0%       |
| інша             | 0              | 0%       |
| не визначились   | 0              | 0%       |
| Всього відповіли | 269            |          |

Розподіл населення за віком у 2011 році:
Динаміка населення: